# PLDT
PLDT는 필리핀의 통신 기업이다.